# Буљо ин Монте
Буљо ин Монте (итал. Buglio in Monte) је насеље у Италији у округу Сондрио, региону Ломбардија.
Према процени из 2011. у насељу је живело 720 становника. Насеље се налази на надморској висини од 589 м.

## Становништво
| 1936. | 1951. | 1961. | 1971. | 1981. | 1991. | 2001. | 2011. |
| ----- | ----- | ----- | ----- | ----- | ----- | ----- | ----- |
| 1.483 | 1.792 | 1.822 | 1.986 | 2.046 | 2.094 | 2.038 | 2.091 |